# Oléo (actrice)
Pour les articles homonymes, voir Oléo.
Oléo, nom de scène de Baptistine Lapeyre, est une actrice française, née le 19 juin 1906 à Gimont (Gers) et morte le 21 février 1978  à Paris.

## Biographie
Oléo a été l'épouse de Raoul Arnaud qui dirigea le théâtre de Dix heures.

## Filmographie
- 1924 : Une vie sans joie de Jean Renoir : une fille
- 1929 : J'ai l'noir ou le Suicide de Dranem de Max de Rieux
- 1930 : Le Tampon du capiston de Joe Francis et Jean Toulout : Mélanie
- 1933 : Les Surprises du sleeping de Karl Anton : la princesse Eugénie
- 1933 : Âme de clown de Marc Didier
- 1933 : La Tête d'un homme de Julien Duvivier : la femme de chambre
- 1934 : Chourinette d'André Hugon
- 1934 : La Cinquième Empreinte de Karl Anton
- 1935 : Gangster malgré lui d'André Hugon
- 1935 : La Carte forcée d'André Hugon
- 1935 : Les Conquêtes de César de Léo Joannon
- 1936 : Haut comme trois pommes de Pierre Ramelot et Ladislas Vajda
- 1937 : Les Perles de la couronne de Christian-Jaque et Sacha Guitry : la petite poule
- 1937 : Gribouille de Marc Allégret
- 1937 : L'Ange que j'ai vendu de Michel Bernheim
- 1938 : Un de la Canebière de René Pujol : Malou
- 1939 : Quartier latin de Pierre Colombier
- 1945 : Ils étaient cinq permissionnaires de Pierre Caron : Mariette